# Нове Скудзави
Нове Скудзави (пол. Nowe Skudzawy) — село в Польщі, у гміні Скрвільно Рипінського повіту Куявсько-Поморського воєводства.
У 1975—1998 роках село належало до Влоцлавського воєводства.